# یواس‌اس ال‌اس‌ام (آر)-۱۹۰
یواس‌اس ال‌اس‌ام(آر)-۱۹۰ (به انگلیسی: USS LSM(R)-190) یک کشتی بود که طول آن ۲۰۳ فوت ۶ اینچ (۶۲٫۰۳ متر) بود. این کشتی در سال ۱۹۴۴ ساخته شد.